# Manfred Hollegger
Manfred Hollegger ist stellvertretender Projektleiter und Mitarbeiter der Regesta Imperii XIV: Maximilian I. am Institut für Mittelalterforschung der Österreichischen Akademie der Wissenschaften (ÖAW).
Manfred Hollegger studierte von 1974 bis 1983 Geschichte und Germanistik an der Karl-Franzens-Universität Graz. 1983 promovierte er mit einer Dissertation bei Hermann Wiesflecker und Helmut Mezler-Andelberg. Von 1986 bis 1988 bearbeitete Manfred Hollegger das FWF-Projekt: „Neue Forschungen zur österreichischen Verwaltungsgeschichte der frühen Neuzeit“ und war von 1986/87 bis 1990 Universitäts-Lektor am Institut für Geschichte der Universität Graz.
Seit dem 1. Januar 1981 ist Manfred Hollegger wissenschaftlicher Mitarbeiter am Forschungsunternehmen der Regesta Imperii XIV: Ausgewählte Regesten des Kaiserreiches unter Maximilian I.

## Monographien
- Maximilian I. (1459–1519) Herrscher und Mensch einer Zeitenwende.  Stuttgart 2005, ISBN 3-17-015557-1.